# Karol Mičieta
Karol Mičieta (Zsolna, 1952. november 19. –) botanikus, egyetemi oktató, a Comenius Egyetem rektora.

## Élete
1976-ban végzett botanikát a Comenius Egyetemen. 1978-ban kisdoktorit szerzett, 1980-tól aspiráns, 1981-től a Comenius Egyetem Természettudományi Karának munkatársa. 1995-től a botanikai tanszék vezetője lett, 1998-tól docens. 2002-2011 között a Comenius Egyetem akadémiai szenátusának elnöke volt. 2007-ben professzorrá nevezték ki. 2011-től a Comenius Egyetem rektora.

## Elismerései
- Comenius Egyetem Természettudományi Karának ezüstérme
- Comenius Egyetem Gyógyszerészeti Karának Galen emlékérem
- Comenius Egyetem ezüst és emlékérme